# Yamikoki
Yamikoki ou Yami Koki est un village de la Région du Littoral au Cameroun, situé dans la commune de Dibombari, sur la route qui relie Bwélélo à Yassem.

## Population et développement
En 1967, la population de Yamikoki était de 355 habitants, essentiellement des Bakoko. Elle était de 352 lors du recensement de 2005.